# Карымово (Красноярский край)
Карымово — упразднённый посёлок в Партизанском районе Красноярского края России в составе Имбежского сельсовета. Упразднён в 2005 году.

## География
Находился на правом берегу реки Рыбная, к севернее горы Байкал, в 9 км к юго-западу от села Партизанское.

### Климат
Климат умеренно холодный, континентальный. Вегетационный период продолжается, в среднем, 135 дней-148 дней, а безморозный в среднем 96 дней, с колебаниями в отдельные годы от 105 до 79 дней. Устойчивый снежный покров лежит более пяти месяцев (в среднем с первой декады ноября до конца апреля). Средняя высота снежного покрова под пологом составляет 56 см, на открытых участках — 19 см. Среднегодовое количество осадков 375 мм. Средняя температура воздуха за год −0,9°С.

## История
Деревня Карымовская была основана в 1865 году. По данным на 1926 год деревня состояла из 149 хозяйств. В административном отношении являлась центром Карымовского сельсовета Партизанского района Красноярского округа Сибирского края.
Распоряжением губернатора Красноярского края от 15 февраля 2005 года № 247-р посёлок исключен из учётных данных.

## Население
По данным переписи 1926 года в деревне проживало 868 человек (403 мужчины и 465 женщин), основное население — русские.
Постоянное население составляло 5 человек в 2002 году (100 % русские).